# Amit Gilitwala
Amit Gilitwala (* 11. Oktober 1995 in Surut, Gujarat) ist ein indischer Dartspieler.

## Karriere
Amit Gilitwala ist einer der bekanntesten indischen Dartspieler. Er gewann 2011 die Indische Meisterschaft und im Folgejahr nahm er am WDF Asia-Pacific-Cup teil. 2014 nahm Gilitwala an der PDC Development Tour teil. Bei der PDC World Youth Championship 2014 schied er bereits in Runde 1 aus. Etwas später vertrat er Indien zusammen mit Nitin Kumar beim World Cup of Darts 2014. 2018 nahm er erfolglos an der PDC Qualifying School teil. Gilitwala zog nach England und nahm an Events auf der PDC Challenge Tour teil. Als Vertreter der Indian Darts Federation wurde Gilitwala für die PDC World Darts Championship 2021 nominiert. Bei seinem Weltmeisterschaftsdebüt schied er ohne Satzgewinn gegen den Engländer Steve West aus.
Bei der PDC Qualifying School 2021 schied Gilitwala in der ersten Stage aus.

## Weltmeisterschaftsresultate

### PDC
- 2021: 1. Runde (0:3-Niederlage gegen  Steve West)

### PDC-Junioren
- 2014: 1. Runde (0:6-Niederlage gegen  Jake Patchett)